# Lothar Philipp
Lothar „Lutz“ Philipp (* 22. Mai 1949) ist ein ehemaliger deutscher Fußballspieler.

## Laufbahn
Lutz Philipp war Manndecker und spielte von 1972 bis 1974 – es waren die letzten zwei Runden vor Einführung der 2. Bundesliga – in der alten zweitklassigen Fußball-Regionalliga West für Eintracht Gelsenkirchen. Er absolvierte für die Mannschaft vom Fürstenbergstadion 63 Ligaspiele. Von 1974 bis 1976 war der Defensivspieler für die SpVgg Erkenschwick in der 2. Fußball-Bundesliga am Ball. Er gehört zu den Akteuren, die am ersten Spieltag, den 4. August 1974, den neuen Unterbau der Fußball-Bundesliga zum Laufen brachten. Mit der Elf von Trainer Heinz Murach – dieser wurde im November von Fritz Langner abgelöst – glückte dabei ein 2:1-Auswärtserfolg bei Olympia Wilhelmshaven. Bis 1976 bestritt „Lutz“ Philipp 61 Zweitligaspiele für die Elf vom Stimbergstadion, ehe er sich dem 1. FC Bocholt anschloss. Unter Trainer Friedel Elting folgten in den Spielzeiten 1977/78 und 1980/81 für die Schwarz-Weißen vom Stadion am Hünting weitere 78 Spiele in der 2. Bundesliga. Den zwischenzeitlichen Abstieg in die Amateur-Oberliga Nordrhein korrigierte man in der Saison 1979/80 mit dem Meistertitel. Zudem nahm Lothar Philipp mit dem Verein 1980 an der Endrunde der Deutschen Amateurmeisterschaft teil, wo man im Halbfinale am FC Augsburg scheiterte.